# Фишер, Кристиан
Кристиан Фишер (англ. Christian Fischer; род. 15 апреля 1997, Чикаго) — американский хоккеист, нападающий клуба НХЛ «Детройт Ред Уингз». На драфте НХЛ 2015 года выбран во втором раунде под общим 32 номером клубом «Аризона Койотис».

## Игровая карьера
На драфте НХЛ 2015 года был выбран во 2-м раунде под общим 32-м номером клубом «Аризона Койотис». 20 августа 2015 года подписал с «Койотис» трёхлетний контракт новичка.
В августе 2015 года, Фишер перешёл в «Уинсор Спитфайрз», за который отыграл целый сезон, а в апреле 2016 года перешёл в фарм-клуб «Койотис» «Тусон Роудраннерс». 21 января 2017 года дебютировал в НХЛ в матче против клуба «Тампа-Бэй Лайтнинг»; матч закончился победой «Койотис» со счётом 5:3. В этом матче Фишер забросил дебютную шайбу.
23 октября 2018 года в матче против клуба «Коламбус Блю Джекетс» оформил первый в карьере хет-трик; матч закончился победой «Койотис» со счётом 5:3.
2 июля 2023 года Фишер подписал однолетний контракт на сумму 1,125 миллиона долларов с «Детройт Ред Уингз».

## Достижения

### Клубные
- Участник Матча всех звёзд АХЛ : 2017;

### Международные
- Обладатель Мирового кубка вызова : 2014;
- Чемпион мира среди юниорских команд : 2015;